# Bund Deutscher Fußballspieler
Der Bund Deutscher Fußballspieler (BDF) war ein deutscher Fußballverband aus Berlin. Gegründet am 4. November 1890 in Berlin war der BDF zur damaligen Zeit der erste Fußballverband in Deutschland. Er wurde 1892 wieder aufgelöst.

## Gründung
Der BDF wurde am 4. November 1890 gegründet und hatte folgende Vereine als Mitglieder: BFC Askania 1890, BFC Borussia 1890, BFC Concordia 1890 und BFC Germania 1888 (der heute älteste noch in ursprünglicher Form existierende Fußballverein in Deutschland). Im ersten Halbjahr 1891 traten noch die Vereine BFC Hellas 1890, BFC Tasmania 1890, BFC Teutonia 1891 und BFC Vorwärts 1890 (der spätere Bundesligist Blau-Weiß 90 Berlin) bei.
Der Begriff „Deutscher“ wurde gewählt, um einen zentralen Verband für das ganze Deutsche Reich zu schaffen, mit Sitz in der Reichshauptstadt Berlin. Dieses Ansinnen ließ sich jedoch weder durch den BDF, noch durch später gebildete regionale Verbände realisieren, sodass das Verbandsgebiet auf den Großraum Berlin beschränkt blieb.
Schon bei der Gründungsversammlung kam es unter den anwesenden Vertretern der Einzelvereine zu unüberbrückbaren Differenzen über die Frage, ob ausländische Spieler und Funktionäre zugelassen werden sollten. Gemeint waren britische, in der Hauptsache englische Spieler und Offizielle, gegen deren Zulassung sich insbesondere der BFC Germania 1888 mit seinem Vorsitzenden Georg Leux wehrte. Dies war auch Ausdruck der damals angebrochenen Wilhelminischen Epoche und deren neuem nationalistischen und nationalkonservativen Zeitgeist. Weiterhin vertrat man auch die Auffassung, dass der Fußball der deutschen Mentalität angepasst werden müsste. In der Abstimmung über diese Frage unterlagen die Pro-Internationalen und traten daraufhin dem BDF nicht bei, womit bereits auf der Gründungsversammlung dessen rascher Niedergang besiegelt wurde. Leux wurde zum Vorsitzenden gewählt.

## Erste ausgetragene Meisterschaft
Der BDF trug vermutlich im Spätherbst 1891 seine „1. inoffizielle deutsche Fußballmeisterschaft“ aus, die nicht in Form von Punktspielen, sondern in einer Ausscheidungsrunde wie ein Pokalwettbewerb ausgespielt wurde. Germania gewann das Finale gegen Hellas und wurde somit erster Meister. Laut Aussage des Vereins soll dieser noch eine zweite Meisterschaft des BDF gewonnen haben. Möglicherweise handelt es sich hierbei um das Entscheidungsspiel zwischen dem Meister des BDF und dem Meister des DFuCB der Saison 1891/92, welches Germania mit 3:1 gegen den English FC gewann.
An der ersten Meisterschaft haben fünf Vereine teilgenommen und das Spielresultat wurde nach Punkten (z. B. Eckstoß 5, Einwurf 3, 20 Punkte = 1 Tor) gewertet. Zwar hatte der englische Fußballverband (The Football Association) im Jahr 1878 die bis dahin bestehenden vier unterschiedlichen Regelwerke in einem bindenden Regelwerk vereinheitlicht, aber im Deutschen Reich wurde je nach Region unterschiedlich gespielt und gezählt. Die hausgemachten Regeln reichten von der Unterschreitung der Spielzeit von zweimal 45 Minuten bis zum Zählen von Ecken, Einschüssen (statt Einwurf), Abstößen usw. Es waren keine Ausländer spielberechtigt.
| Pl. | Verein            |
| --- | ----------------- |
| 1.  | BFC Germania 1888 |
| 2.  | BFC Hellas 1890   |
| 3.  | BFC Askania 1890  |
| 4.  | BFC Vorwärts 1890 |
| 5.  | BFC Teutonia 1891 |

## Auflösung
Als die auf der Gründungsversammlung des BDF unterlegenen Vereinsvertreter, die für die Zulassung ausländischer Spieler und Funktionäre votiert hatten, am 17./18. Mai 1891 (am 19. November 1890 eingetragen u. daher als Gründungsdatum genannt) mit dem Deutschen Fußball- und Cricket Bund (DFuCB) einen eigenen Verband gründeten, kündigte sich das Aus für den Bund Deutscher Fußballspieler an. Kurz danach traten die ersten Zersetzungserscheinungen im BDF auf: Concordia und Teutonia traten als erste Vereine aus und schlossen sich wie Vorwärts dem DFuCB an, auch Tasmania erklärte seinen Austritt und Borussia löste sich auf.
Am 14. Februar 1892 schließlich löste sich der Bund Deutscher Fußballspieler ganz auf, danach trat auch Teutonia ebenfalls zum DFuCB über. Auch der BFC Germania beantragte die Aufnahme, auf Grund seiner starren Haltung auf der Gründungsversammlung der BDF wurde dieses Ansinnen aber mehrfach abgelehnt und konnte erst später dem DFuCB beitreten.

## Weitere damalige Fußballverbände
Dem BDF folgten eine Reihe von Berliner/Brandenburger Verbänden (entweder als reine Fußball- oder als Sportverbände), um Meisterschaften und Spielgelegenheiten für die angeschlossenen Vereine während der Wintermonate zu organisieren. Neben dem DFuCB gründeten sich der Thor- und Fußballbund Berlin, der Allgemeine Deutsche Sport Bund, der Verband Deutscher Ballspielvereine, die Freie Berliner Fußballvereinigung, der Fußball- und Athletik-Bund Berlin, der Berliner Ballspiel-Bund, der Verband Berliner Athletik-Vereine und der Berliner Fußball-Bund. Daneben veranstaltete der BTuFC Alemannia 1890 in der Saison 1897/1898 noch eine Meisterschaft des Nordens.
Insgesamt bestanden somit in Berlin von 1890 bis 1911 also zehn Fußball- und Sportverbände die Meisterschaften organisierten. Eine Zahl die in Deutschland nirgendwo anders auch nur annähernd erreicht wurde, in Hamburg-Altona beispielsweise bestanden insgesamt nur zwei Verbände. Einerseits war dies ein Zeichen von Kleinkrämerei und oftmaligem Chaos, in denen Meisterschaften abgewickelt wurden. Auf der anderen Seite war es aber auch ein Beweis dafür, wie individuell und innovativ die Urväter des Berliner Fußballs waren und sich nur ungerne in eine Zwangsjacke von Statuten, immer neuen Geldstrafen (für jedes mögliche Vergehen, um die Verbandskassen zu füllen) und – nicht zuletzt den Interessen des Verbands über denen der Mitgliedsvereine pressen lassen wollten.